# 二氢丹参酮I
二氢丹参酮I（英語：Dihydrotanshinone I；简称DI）是从丹参中提取的一种天然化合物。它属于一类亲脂性松香烷二萜类化合物，据报道对多种肿瘤细胞具有细胞毒性，同时在体外具有抗病毒作用。自从它们被首次发现以来，已经从丹参中分离出了50多种相关化合物。